# Yoakum (Teksas)
Yoakum je grad u američkoj saveznoj državi Teksas. Prema popisu stanovništva iz 2010. u njemu je živjelo 5.815 stanovnika.